# Yuri Isakov
Yuri Isakov (Unión Soviética, 30 de diciembre de 1949 - 29 de septiembre de 2013) fue un atleta soviético retirado especializado en la prueba de salto con pértiga, en la que consiguió ser medallista de bronce europeo en pista cubierta en 1971.

## Carrera deportiva
En el Campeonato Europeo de Atletismo en Pista Cubierta de 1971 ganó la medalla de bronce en el salto con pértiga, con un salto por encima de 5.30 metros, siendo superado por el alemán Wolfgang Nordwig  (oro con 5.40 metros) y el sueco Kjell Isaksson (plata con 5.35 metros).